# Cecil Griffiths
Cecil Griffiths (Reino Unido, 18 de febrero de 1900-11 de abril de 1945) fue un atleta británico, especialista en la prueba de 4x400 m en la que llegó a ser campeón olímpico en 1920.

## Carrera deportiva
En los JJ. OO. de Amberes 1920 ganó la medalla de oro en los relevos 4x400 metros, con un tiempo de 3:22.2 segundos, llegando a meta por delante de Sudáfrica y Francia (bronce), siendo sus compañeros de equipo: Robert Lindsay, John Ainsworth-Davis y Guy Butler.